# トミー・フェルプス
トーマス・アレン・フェルプス（英語: Thomas Allen Phelps、1974年3月4日 - ）は韓国系アメリカ人で大韓民国ソウル特別市出身の元プロ野球選手（投手）。
父は在韓米軍勤務の軍人であり、母は韓国人。

## 経歴

### プロ入りとヤンキース傘下時代
T.R.ロビンソン高等学校を経て1992年にモントリオール・エクスポズから8巡目（全体211位）指名され、8月18日に契約。
1999年6月20日に放出された。

### タイガース傘下時代
1999年11月23日にデトロイト・タイガースと契約。
2000年10月15日にFAとなったが、11月29日にタイガースと再契約。
2001年にAAA級トレド・マッドヘンズに初昇格し、29試合に登板して3勝2敗1セーブ、防御率3.62という成績を挙げたが、オフの10月15日にFAとなった。

### マーリンズ時代
2002年3月6日にフロリダ・マーリンズと契約。AA級カルガリー・キャノンズで51試合に登板し、4勝2敗2セーブ、防御率3.15という成績を挙げたが、メジャー昇格は果たせず、10月15日にFAとなった。12月19日にマーリンズと再契約を結んだ。
2003年はプロ入り13年目にして開幕ロースター入りを果たし、3月31日のフィラデルフィア・フィリーズ戦でメジャーデビュー。7点ビハインドの3回表2死から登板し、0.1回を投げ1安打1四球1奪三振無失点だった。この年は27試合（うち先発7試合）に登板して3勝を挙げたが、7月25日の登板を最後にマイナーに降格し、ワールドシリーズで登板することはなかった。
2004年は19試合に登板して1勝1敗、防御率4.76の成績を挙げたが、オフの10月6日にFAとなった。

### ブルワーズ時代
2004年12月15日にミルウォーキー・ブルワーズと契約した。
2005年は29試合に登板し、0勝2敗1セーブ、防御率4.63という成績を記録した。オフ10月3日にFAとなった。

### ブルワーズ退団後
2005年11月16日にシンシナティ・レッズと契約したが、2006年開幕前の3月31日に放出され、4月20日にニューヨーク・ヤンキースと契約。この年はメジャー昇格はできず、オフの10月15日にFAとなった。この年限りで現役を引退した。

### 現役引退後
引退後はヤンキース傘下マイナー球団で指導者の道を歩み、AA級トレントン・サンダー（2009 - 2014年）、A+級タンパ・ヤンキース（2015年）、スクラントン・ウィルクスバリ・レイルライダース（2016 - 2019年）の投手コーチを歴任した。
2021年からはマーリンズに移り、マイナー巡回の投手コーディネーターを務めている。

## 人物
マーリンズでは韓国人の崔煕渉と仲が良かった。

## 詳細成績

### 年度別投手成績
| 年 度    | 球 団    | 登 板 | 先 発 | 完 投 | 完 封 | 無 四 球 | 勝 利 | 敗 戦 | セ 丨 ブ | ホ 丨 ル ド | 勝 率 | 打 者 | 投 球 回 | 被 安 打 | 被 本 塁 打 | 与 四 球 | 敬 遠 | 与 死 球 | 奪 三 振 | 暴 投 | ボ 丨 ク | 失 点 | 自 責 点 | 防 御 率 | W H I P |
| -------- | -------- | ----- | ----- | ----- | ----- | -------- | ----- | ----- | -------- | ----------- | ----- | ----- | -------- | -------- | ----------- | -------- | ----- | -------- | -------- | ----- | -------- | ----- | -------- | -------- | ------- |
| 2003     | FLA      | 27    | 7     | 0     | 0     | 0        | 3     | 2     | 0        | 1           | .600  | 276   | 63.0     | 70       | 3           | 23       | 1     | 2        | 43       | 1     | 0        | 32    | 28       | 4.00     | 1.48    |
| 2004     | FLA      | 19    | 4     | 0     | 0     | 0        | 1     | 1     | 0        | 4           | .500  | 144   | 34.0     | 34       | 6           | 12       | 0     | 0        | 28       | 0     | 0        | 20    | 18       | 4.76     | 1.35    |
| 2005     | MIL      | 29    | 0     | 0     | 0     | 0        | 0     | 2     | 1        | 3           | .000  | 106   | 23.1     | 25       | 2           | 12       | 4     | 2        | 14       | 2     | 0        | 12    | 12       | 4.63     | 1.59    |
| MLB：3年 | MLB：3年 | 75    | 11    | 0     | 0     | 0        | 4     | 5     | 1        | 8           | .444  | 526   | 120.1    | 129      | 11          | 47       | 5     | 4        | 85       | 3     | 0        | 64    | 58       | 4.34     | 1.47    |

### 背番号
- 57 (2003年 - 2004年)
- 41 (2005年)